# Malcolm Tucker
Pour les articles homonymes, voir Malcolm et Tucker.
Malcolm Tucker est le personnage principal créé par Armando Iannucci dans la série The Thick of It en 2005 et dans le film In the Loop en 2009. Il est interprété par l'acteur écossais Peter Capaldi.

## Biographie fictive
Malcolm Tucker est le directeur de la communication agressif, vulgaire et redouté du Gouvernement. Il a deux missions principales : il joue le rôle de gros bras du Premier ministre en s'assurant que les ministres du Cabinet suivent la ligne du parti, et il gère les crises qui concernent les relations publiques ; il peut être qualifié de spin doctor. Il utilise régulièrement les rumeurs, les insinuations et les menaces de violence physique et psychologique pour arriver à ses fins et son accent écossais associé au débit fulgurant de ses paroles rendent ses tirades injurieuses particulièrement violentes et mémorables.

## Création du personnage
Iannucci a indiqué que le personnage de Malcolm Tucker était inspiré d'Alastair Campbell, le spin doctor (directeur de la communication) de Tony Blair entre 1997 et 2003.

## Œuvres où apparaît le personnage
- The Thick of It, série TV créée par Armando Iannucci. Diffusée depuis 2005 sur BBC Four, puis sur BBC Two pour la saison 3 en 2009.
- In the Loop, film réalisé par Armando Iannucci en 2009.

## Réutilisation politique
The Guardian a réutilisé le personnage pour la couverture des élections législatives britanniques de 2010, dans un édito écrit par Jesse Armstrong, scénariste de la série et du film.